# Cixius pseudocunicularis
Cixius pseudocunicularis är en insektsart som beskrevs av Mitjaev 1978. Cixius pseudocunicularis ingår i släktet Cixius och familjen kilstritar. Inga underarter finns listade i Catalogue of Life.